# Butler-Volmer-Gleichung
Die Butler-Volmer-Gleichung beschreibt in der Elektrochemie die Reaktionskinetik in der Nähe des Gleichgewichtspotentials {\displaystyle E_{\mathrm {eq} }.} Die Stromdichte {\displaystyle j}, welche in der Elektrochemie einer Reaktionsrate entspricht, wird durch die Butler-Volmer-Gleichung in Bezug zur Potentialdifferenz {\displaystyle E-E_{\mathrm {eq} }} gesetzt. Diese Potentialdifferenz zum Gleichgewichtspotential wird in der Literatur häufig als Durchtrittsüberspannung {\displaystyle \eta } bezeichnet.
Die Butler-Volmer-Gleichung bildet die Grundlage der elektrochemischen Reaktionskinetik im Gleichgewicht zwischen Oxidations- und Reduktionsreaktionen und lässt sich aus der Kinetik ableiten.
Vereinfachend beschreibt die Gleichung, dass die Geschwindigkeit einer (elektrochemischen) Reaktion exponentiell von der „treibenden Kraft“ der Reaktion abhängt.

## Formulierung

Die obere Abbildung zeigt die Butler-Volmer-Gleichung mit dem anodischen und dem kathodischen Ast sowie die Summe der Stromdichten für die Austauschstromdichte und einem Ladungstransferkoeffizienten.
Die untere Abbildung zeigt den Logarithmus des Betrags der Stromdichte für verschiedene Ladungstransferkoeffizienten.

{\displaystyle j=j_{0}\cdot \left\{\exp \left[{\frac {\alpha _{\mathrm {a} }\cdot z\cdot F}{R\cdot T}}\cdot (E-E_{\mathrm {eq} })\right]-\exp \left[-{\frac {\alpha _{\mathrm {k} }\cdot z\cdot F}{R\cdot T}}\cdot (E-E_{\mathrm {eq} })\right]\right\}}
mit:
- der Stromdichte {\displaystyle j} in A/m2, definiert als Strom pro Elektrodenoberfläche
- der Austauschstromdichte {\displaystyle j_{0}} in A/m2, bezogen auf die Elektrodenoberfläche
- den Ladungstransferkoeffizienten
- der Exponentialfunktion {\displaystyle \exp }
  - {\displaystyle \alpha _{\mathrm {a} }} für die Oxidationsreaktion (an der Anode)
  - {\displaystyle \alpha _{\mathrm {k} }} für die Reduktionsreaktion (an der Kathode)
- der Äquivalentzahl {\displaystyle z} (Anzahl der pro Stoffumsatz der Durchtrittsreaktion übertragenen Elektronen)
- der Faraday-Konstante {\displaystyle F}
- der universellen Gaskonstante {\displaystyle R}
- der Temperatur {\displaystyle T} in K
- dem Elektrodenpotential {\displaystyle E} in V
- dem Gleichgewichtspotential {\displaystyle E_{\mathrm {eq} }} in V.

## Vereinfachte Form
Häufig wird die vereinfachte Form der Butler-Volmer-Gleichung benutzt, in der man davon ausgeht, dass die Summe aus dem anodischen und dem kathodischen Ladungstransferkoeffizienten 1 ergibt:
{\displaystyle \alpha _{\mathrm {a} }+\alpha _{\mathrm {k} }=1\Leftrightarrow \alpha _{\mathrm {a} }=1-\alpha _{\mathrm {k} }}
Dies lässt sich in obige Gleichung einsetzen, und mit {\displaystyle \eta =(E-E_{\mathrm {eq} })} ergibt sich:
{\displaystyle j=j_{0}\cdot \left\{\exp \left[{\frac {(1-\alpha _{\mathrm {k} })\cdot z\cdot F\cdot \eta }{R\cdot T}}\right]-\exp \left[-{\frac {\alpha _{\mathrm {k} }\cdot z\cdot F\cdot \eta }{R\cdot T}}\right]\right\}}

## Geschichte
Die heute meist Butler-Volmer-Gleichung genannte Beziehung wurde zuerst 1930 in einer entscheidenden Arbeit von den Chemikern Tibor Erdey-Grúz und Max Volmer veröffentlicht. John Alfred Valentine Butler veröffentlichte 1932 eine entsprechende Arbeit, wobei er 1924 schon Vorarbeit geleistet hatte.
Zur Namensgebung dieser Gleichung gab es Diskussionen, die im Journal of Chemical Education der American Chemical Society nachgeschlagen werden können.